# Nesapterus testaceipes
Nesapterus testaceipes är en skalbaggsart som beskrevs av Scott 1908. Nesapterus testaceipes ingår i släktet Nesapterus och familjen glansbaggar. Inga underarter finns listade i Catalogue of Life.